# Amelia Greenwald
Amelia Greenwald (ur. 1 marca 1881 w Gainseville, Alabama, zm. 1 stycznia 1966) – amerykańska pielęgniarka, organizatorka szkoły pielęgniarstwa w Warszawie.
Była jedną z ośmiu dzieci niemieckich emigrantów Josepha Greenwalda i Elise Haas.

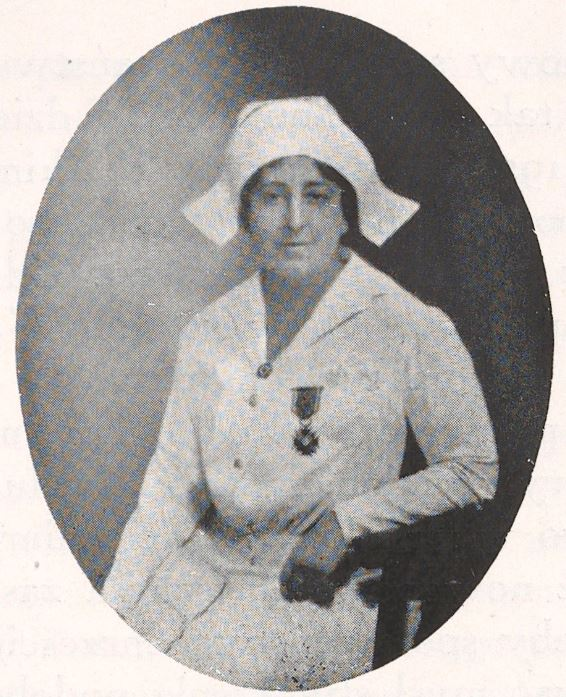
Amelia Greenwald. Zdjęcie prawdopodobnie z 1926 roku ze Złotym Krzyżem Zasługi.

Otrzymała dyplom pielęgniarstwa w 1908 roku w Nowym Orleanie. Następnie pomagała w tworzeniu szpitala w Pensacola na Florydzie. W 1913 roku przeniosła się do Baltimore, gdzie kontynuowała studia pielęgniarskie w zakresie psychiatrii w Phipps Clinic Uniwersytetu Johnsa Hopkinsa.
W 1914 roku w Nowym Jorku uczęszczała na zajęcia pielęgniarstwa na Columbia University Teachers College.
Podczas I wojny światowej wstąpiła do Amerykańskiego Korpusu Ekspedycyjnego i pracowała w jednostce psychiatrycznej „shell shock unit” we Francji. Działała jako główna pielęgniarka szpitala w
Verdun i jako superintendentka szpitala w Savoy. W 1923 wróciła do Europy, tworząc Szkołę Pielęgniarek przy Szpitalu Starozakonnych w Warszawie, którą otwarto 6 lipca 1923. Szkoła była kontynuacją idei
jeszcze z lat 1921–1922 zapoczątkowanych przez Związek Kobiet Żydowskich.
Nauczanie w tej warszawskiej szkole oparte było na programie z New York State University. W grudniu 1926 została uhonorowana Złotym Krzyżem Zasługi nadanym przez prezydenta Ignacego Mościckiego, który też udzielił jej audiencji. Jej uczennicami były między innymi Sabina Schindler oraz
Luba Blum-Bielicka, przyszłe dyrektorki Szkoły Pielęgniarek. Prezydent Warszawy Jabłoński wręczył jej dyplom Warszawy. 21 grudnia 1926 roku wyjechała z Polski przez Berlin do USA. Po powrocie pracowała w Radzie Kobiet Żydowskich w Departamencie Rolnictwa i Pracy Wsi. W 1933-1934 została zaproszona do Hadassah gdzie opracowywała system opieki pielęgniarskiej w Palestynie. W 1937 otworzyła sklep z odzieżą La Vogue Dress Shop w miejscowości Eunice w stanie Luizjana i tam zamieszkała blisko swoich braci i siostry. Nigdy nie miała męża, ale w 1939 roku, w wieku 58 lat, adoptowała z Berlina 15-letnią dziewczynkę Liselotte Levy Weil (1921-2013), która była jej daleką krewną. Jej adoptowana córka pracowała w La Vogue Dress Shop przez kilka lat.